# Chavaroux
Chavaroux település Franciaországban, Puy-de-Dôme megyében. Lakosainak száma 531 fő (2022. január 1.). Chavaroux Chappes, Entraigues, Joze, Lussat és Les Martres-d’Artière községekkel határos.

## Népesség
A település népességének változása:
| Lakosok száma | 478  | 473  | 477  | 487  | 494  | 516  | 523  | 531  |
|               | 2013 | 2015 | 2017 | 2018 | 2019 | 2020 | 2021 | 2022 |